# セレン整流器

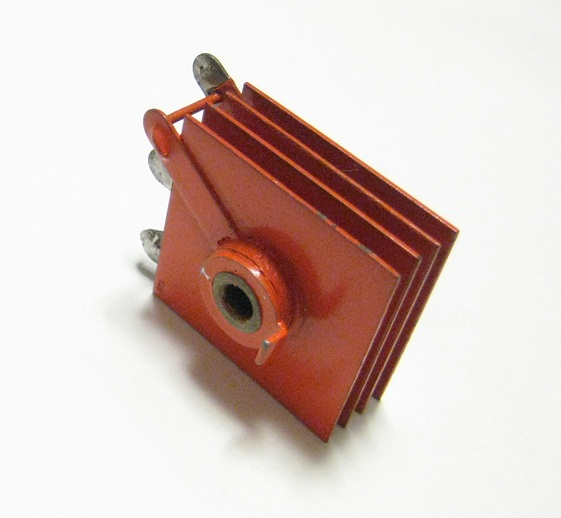
セレン整流器の一例

セレン整流器（セレンせいりゅうき）とは、セレンの半導体としての性質を利用した整流器のことである。
セレン自体はP型半導体としての性質を持つため、基板上にセレン多結晶膜を形成し、さらに適当なカドミウムやビスマスなどからなる低融点合金を貼り付けたものには、金属と半導体の接合によって生じるショットキー障壁が形成され、これを整流器として用いることができる。
セレン整流器の特性は現在スイッチング電源に良く用いられるショットキーバリアダイオードと良く似ており、逆耐圧が低く（30 V程度）、逆回復時間が無いため高速に動作する（容量成分はショットキーバリアダイオードよりもかなり大きい）。
逆耐圧が低いため、通常、多数の素子を直列に接続して使用する。

## 用途
主に1950年代 - 1960年代のテレビ受像機に電源を供給する整流器として多用されていたが、セレン、さらにはカドミウムといった金属自体が有害物質であり、また、物理的に大型のため、1970年代に入ると、小型で同等以上の容量を有するシリコンダイオードを使った整流器に置き換えられ、セレン整流器は作られなくなった。
小形自動車のバッテリー電圧が12Vに決定された背景には、充電回路に使用されたセレン整流器の耐圧が関係していたとされている。
セレン整流器が現役であった時代の子どもたちには、スロットレーシングや鉄道模型のパワーパックの部品としてもポピュラーな存在で、後者では高価な市販品を嫌って自作が盛んに行われていたため、鉄道模型専門店でも容易に入手できた。
広く普及していたため生産数が多く、電気部品商などのジャンク品の中に、橙色や黄緑色をした多層の板状のセレン整流器が見られることがある。